# ده علی‌احمد لک‌زهی
ده علی‌احمد لک‌زهی، روستایی از توابع بخش قرقری شهرستان هیرمند در استان سیستان و بلوچستان ایران است.

## جمعیت
این روستا در دهستان قرقری قرار دارد و براساس سرشماری مرکز آمار ایران در سال ۱۳۸۵، جمعیت آن ۹۰ نفر (۱۵خانوار) بوده‌است.